# Kaz Grala
Kaz Edward Grala, conocido como Kaz Grala, es un piloto de carreras estadounidense que ha destacado sobre todo en carreras de stock cars. Actualmente corre a tiempo parcial en la NASCAR Cup Series para Kaulig Racing, en la NASCAR Xfinity Series para Jordan Anderson Racing y en la NASCAR Truck Series para Young's Motorsports.
Con su victoria en la carrera de 2017 en las Truck Series, Grala es el piloto más joven de la historia en ganar en Daytona International Speedway. También es el piloto más joven de la historia en haber corrido una carrera de IMSA, con sólo 15 años. 

## Trayectoria

### Inicios
Grala empezó a corre en kart a la edad de cuatro años, y pasó a correr en bandoleros a la edad de 10 años. Ganó el Summer Shootout Championship de 2011. Ese año también ganó la New York Legendstock y la Massachusetts Bandolero Outlaws. El año siguiente ganó el campeonato de la Winter Heat Championship y 15 carreras en la división Legend Car Pro Division.
En 2013 se convirtió en el ganador más joven en Hickory Speedway al ganar una carrera de late models y en el piloto más joven en liderar una vuelta en Myrtle Beach Speedway, en una carrera que acabó segundo. Al mismo tiempo que corría en las K&N Pro Series en 2014 participó en la NASCAR Weekly Series, ganando las carreras en Caraway Speedway y Martinsville Speedway.

### ARCA y categorías soporte
En 2014 corrió a tiempo completo en la NASCAR K&N Pro Series East, ahora llamada ARCA Menards Series East para el equipo Turner Scott Motorsports. Acabó séptimo, sin victorias, pero con cuatro top-5 y diez top-10 en 16 carreras. Al año siguiente se unió a Ben Kennedy Racing, y de nuevo volvió a ser séptimo, sin victorias, pero con cuatro top-5 y nueve top-10 en 14 carreras. Ese año corrió dos carreras de las K&N Pro Series West, también con Ben Kennedy Racing, aunque en una tuvo que abandonar.
En 2016 siguió con dicho equipo pero a tiempo parcial, disputando ocho de las catorce carreras, acabando con cuatro top-5 y cinco top-10. Además, hizo su debut en la NASCAR canadiense, la NASCAR Pinty's Series, acabando las dos carreras que disputó para 22 Racing entre los 20 primeros. Su última participación hasta la fecha en ARCA fueron las dos carreras de la ARCA Menards Series que disputó en 2017, acabando 10º en Daytona y 4º en Pocono.

### Grandes divisiones de NASCAR
Grala dio el salto a las divisiones nacionales de NASCAR en 2016, año en el que corrió nueve carreras para GMS Racing en la NASCAR Truck Series. Logró sumar tres top-10 en esas nueve carreras, lo que le valió para correr a tiempo completo el año siguiente. Dicha temporada, la de 2017, Grala se convirtió en el piloto más joven en llevarse la pole y la victoria en una carrera en dicho circuito, a la edad de 18 años, 1 mes y 26 días. En lo que restaba de año logró cuatro top-5 y diez top-10 más para acabar 7º en la general.
En 2018, Grala tenía planeado correr a tiempo completo con el equipo JGL Racing en las Xfinity Series, pero tan sólo pudo correr las diez primeras a pesar de haber acabado en el top-5 en la carrera inaugural, pues el equipo cerró operaciones justo después de la décima cita del campeonato. Sin embargo, Grala consiguió correr las cuatro siguientes carreras con el equipo de nueva creación Fury Race Cars, propiedad de su padre Darius Grala. Su buen papel, con un top-10 en su primera carrera incluido, hizo que el equipo tuviese financiación para correr ocho carreras más ese año, consiguiendo un top-5 y dos top-10 más.
En 2019 se unió a Richard Childress Racing para correr a tiempo parcial en su coche #21, en el cual disputó cinco carreras. Después de haber rodado las cuatro primeras en la mitad del pelotón, Grala tuvo una gran actuación en la carrera de Road America, en la que logró acabar entre los cinco primeros (4º).
En 2020 corrió principalmente en la NASCAR Xfinity Series, a tiempo parcial para Richard Childress Racing, con un top-5 y tres top-10 en cinco carreras. Dicho equipo también le dio la oportunidad de debutar en las Cup Series debido a la baja por COVID-19 de Austin Dillon. El debut de Grala fue muy sorprendente, pues logró acabar entre los diez primeros (7º, concretamente). También disputó una carrera en las Truck Series, para Niece Motorsports, logrando acabar también entre los diez primeros.
En 2021 fue contratado para correr con Kaulig Racing en las 500 Millas de Daytona. Como su equipo no tenía chárter, tuvo que ganarse un puesto en la parrilla de salida, lo cual hizo en el Duelo de Daytona que disputó. En la carrera tuvo que abandonar debido a un incendio en el disco de freno. Volvió a correr en las Cup Series en la carrera en Talladega Superspeedway, en la que logró acabar sexto. 
Entremedias disputó una carrera en la NASCAR Truck Series, en Daytona Road Course, en la que logró firmar un brillante top-10 corriendo para el modesto equipo Young's Motorsports. Volvió a correr en el equipo en la carrera en el Circuito de las Américas, en la que consiguió ser segundo. 
En junio se hizo oficial que volvería a correr en la NASCAR Xfinity Series de la mano de Jordan Anderson Racing, siendo el encargado de pilotar el coche de dicho equipo en el circuito de Road America.

## Resultados

### Resultados en la NASCAR Cup Series
| Año  | Coche     | N.º | Equipo                   | 1      | 2   | 3   | 4   | 5   | 6   | 7   | 8   | 9   | 10    | 11  | 12  | 13  | 14  | 15  | 16  | 17  | 18  | 19  | 20  | 21  | 22  | 23    | 24  | 25  | 26     | 27  | 28  | 29  | 30  | 31  | 32  | 33  | 34  | 35  | 36  | Posición | Puntos |
| ---- | --------- | --- | ------------------------ | ------ | --- | --- | --- | --- | --- | --- | --- | --- | ----- | --- | --- | --- | --- | --- | --- | --- | --- | --- | --- | --- | --- | ----- | --- | --- | ------ | --- | --- | --- | --- | --- | --- | --- | --- | --- | --- | -------- | ------ |
| 2020 | Chevrolet | 3   | Richard Childress Racing | DAY    | LVS | CAL | PHO | DAR | DAR | CLT | CLT | BRI | ATL   | MAR | HOM | TAL | POC | POC | IND | KEN | TEX | KAN | NHA | MCH | MCH | DAY 7 | DOV | DOV | DAY    | DAR | RCH | BRI | LVS | TAL | CLT | KAN | TEX | MAR | PHO | 40º      | 0      |
| 2021 | Chevrolet | 16  | Kaulig Racing            | DAY 28 | DAY | HOM | LVS | PHO | ATL | BRI | MAR | RCH | TAL 6 | KAN | DAR | DOV | COT | CLT | SON | NSH | POC | POC | ROA | ATL | NHA | GLN   | IND | MCH | DAY 35 | DAR | RCH | BRI | LVS | TAL | CLT | TEX | KAN | MAR | PHO | -º       | -      |

### Resultados en las 500 Millas de Daytona
| Año  | Vehículo  | Equipo        | Pos. |
| ---- | --------- | ------------- | ---- |
| 2020 | Chevrolet | Kaulig Racing | 28   |

### Resultados en la NASCAR K&N Pro Series East
| Año  | Coche     | N.º | Equipo                  | 1      | 2      | 3      | 4      | 5      | 6      | 7      | 8      | 9      | 10     | 11    | 12    | 13    | 14     | 15     | 16    | Posición | Puntos |
| ---- | --------- | --- | ----------------------- | ------ | ------ | ------ | ------ | ------ | ------ | ------ | ------ | ------ | ------ | ----- | ----- | ----- | ------ | ------ | ----- | -------- | ------ |
| 2014 | Chevrolet | 31  | Turner Scott Motorsport | NSM 10 | DAY 10 | BRI 20 | GRE 7  | RCH 14 | IOW 22 | BGS 11 | FFL 16 | LGY 5  | NHA 10 | COL 8 | IOW 8 | GLN 4 | VIR 5  | GRE 11 | DOV 2 | 7º       | 542    |
| 2015 | Toyota    | 3   | Ben Kennedy Racing      | NSM 18 | GRE 6  | BRI 4  | IOW 17 | BGS 7  | LGY 17 | COL 3  | NHA 3  | IOW 7  | GLN 15 | MOT 7 | VIR 2 | RCH 8 | DOV 19 |        |       | 7º       | 483    |
| 2016 | Toyota    | 3   | Ben Kennedy Racing      | NSM 15 | MOB 5  | GRE 9  | BRI 3  | VIR 20 | DOM 4  | STA    | COL    | NHA 21 | IOW    | GLN 4 | GRE   | NJM   | DOV    |        |       | 16º      | 272    |

### Resultados en la NASCAR K&N Pro Series West
| Año  | Coche  | N.º | Equipo             | 1   | 2   | 3   | 4   | 5   | 6      | 7   | 8   | 9   | 10  | 11  | 12  | 13     | Posición | Puntos |
| ---- | ------ | --- | ------------------ | --- | --- | --- | --- | --- | ------ | --- | --- | --- | --- | --- | --- | ------ | -------- | ------ |
| 2015 | Toyota | 3   | Ben Kennedy Racing | KCR | IRW | TUS | IOW | SHA | SON 17 | SLS | IOW | EVG | CNS | MER | AAS | PHO 30 | 41º      | 41     |

### Resultados en la NASCAR Pinty's Series
| Año  | Coche | N.º | Equipo    | 1      | 2   | 3   | 4    | 5   | 6   | 7   | 8   | 9   | 10     | 11  | 12  | Posición | Puntos |
| ---- | ----- | --- | --------- | ------ | --- | --- | ---- | --- | --- | --- | --- | --- | ------ | --- | --- | -------- | ------ |
| 2016 | Dodge | 22  | 22 Racing | MSP 20 | SSS | ACD | ICAR | TOR | EIR | SAS | CTR | RIS | MSP 15 | ASE | KWA | 41º      | 53     |

### Resultados en la ARCA Menards Series
| Año  | Coche     | N.º | Equipo                     | 1      | 2   | 3   | 4   | 5   | 6   | 7   | 8   | 9   | 10  | 11  | 12    | 13  | 14  | 15  | 16  | 17  | 18  | 19  | 20  | Posición | Puntos |
| ---- | --------- | --- | -------------------------- | ------ | --- | --- | --- | --- | --- | --- | --- | --- | --- | --- | ----- | --- | --- | --- | --- | --- | --- | --- | --- | -------- | ------ |
| 2017 | Chevrolet | 88  | Mason Mitchell Motorsports | DAY 10 | NSH | SLM | TAL | TOL | ELK | POC | MCH | MAD | IOW | IRP |       |     |     |     |     |     |     |     |     | 48º      | 405    |
| 2017 | Chevrolet | 41  | MDM Motorsports            |        |     |     |     |     |     |     |     |     |     |     | POC 4 | WIN | ISF | ROA | DSF | SLM | CHI | KEN | KAN | 48º      | 405    |

### Resultados en el WeatherTech SportsCar Championship
| Año  | Coche       | N.º | Equipo        | Clase | 1      | 2   | 3   | 4   | 5   | 6   | 7   | 8   | 9   | 10  | 11  | 12  | Posición | Puntos |
| ---- | ----------- | --- | ------------- | ----- | ------ | --- | --- | --- | --- | --- | --- | --- | --- | --- | --- | --- | -------- | ------ |
| 2016 | Lamborghini | 16  | Change Racing | GTD   | DAY 18 | SEB | LBH | LGA | BEL | WGL | MOS | ELK | ROA | VIR | COT | ATL | 65º      | 1      |

### Resultados en las 24 Horas de Daytona
| Año  | Equipo        | Compañeros                                | Automóvil               | Clase | Vueltas | Pos. | Pos. Clase |
| ---- | ------------- | ----------------------------------------- | ----------------------- | ----- | ------- | ---- | ---------- |
| 2016 | Change Racing | Justin Marks Corey Lewis Spencer Pumpelly | Lamborghini Huracán GT3 | GTD   | 521     | 42º  | 18º        |